# Hurbanovo

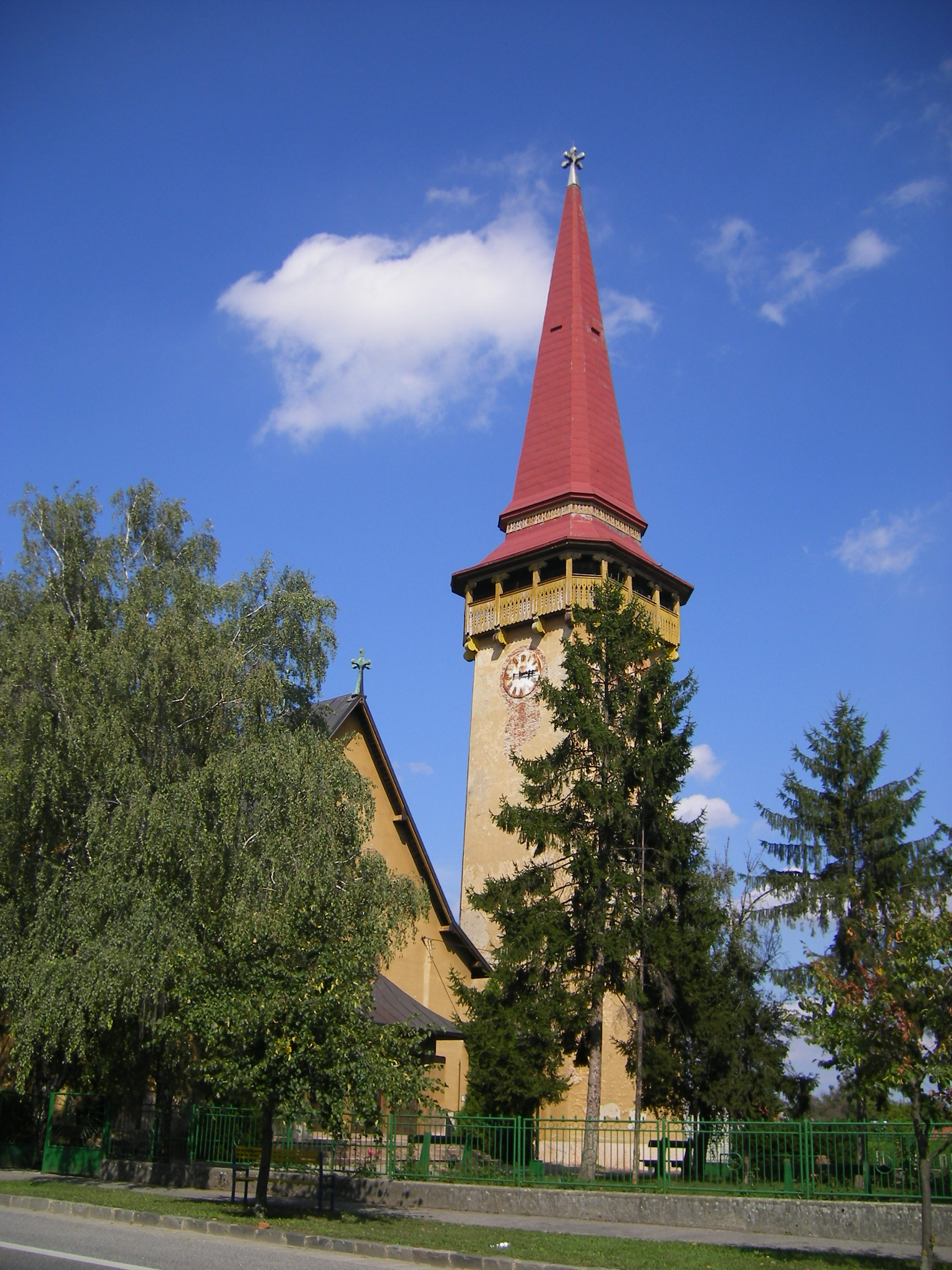
Hurbanovo.

Hurbanovo (före 1948: Stará Ďal, ungerska: Ógyalla, tyska: Altdala) är en stad i distriktet Komárno, regionen Nitra, Slovakien.
Staden, som i historiska källor är känd sedan år 1329 är uppkallad efter den slovakiske författaren och politikern Jozef Miloslav Hurban och har 8 041 invånare (2004). Den ungerske astronomen Miklós Konkoly-Thege lät 1869-71 uppföra ett observatorium, vilket senare skänktes till den ungerska staten, vid staden.